# Иван Димитриев Гешов
Иван Димитриев Гешов е български политик от Народната партия.

## Биография
Иван Димитриев Гешов е роден на 5 юни (23 май стар стил) 1854 година в Пловдив в семейството на Димитрий Гешов, един от четиримата синове на известния карловски чорбаджия Иван Гешов, който е основоположник на рода Гешови. Негови първи братовчеди са водачите на Народната партия Иван Евстратиев Гешов и Иван Стефанов Гешов, а общественикът и дипломат Марко Балабанов е женен за негова сестра.
Гешов завършва право в Париж и работи като адвокат, два пъти е избиран за народен представител. От 5 юни 1912 до 24 февруари 1914 година, по време на народняшкото управление, той е кмет на София. През този период общината завършва строителството на днешната сграда на Централната минерална баня и осем основни училища, изграден е и площад „Свети Александър Невски“ около новозавършената катедрата „Свети Александър Невски“.
Иван Д. Гешов умира на 2 февруари 1934 година в София.